# Potres v Petrinji (2020)
29. decembra 2020 približno ob 12.20 po srednjeevropskem času (11.20 UTC) je Siško-moslavško županijo na Hrvaškem stresel potres magnitude 6,4 Mw, 6,2 ML z epicentrom 3 km jugojugozahodno od Petrinje.
Največja občutena intenzivnost je bila ocenjena kot VIII (težke poškodbe) do IX (rušenje) po evropski makroseizmični lestvici. Pred tem dogodkom so se pojavili trije predpotresni sunki, od katerih je imel najmočnejši dan prej magnitudo 5,2. Potresu so sledili številni popotresni sunki, od katerih je imel najmočnejši magnitudo 5,0.
Na Hrvaškem je v potresu umrlo sedem ljudi, vsaj 26 drugih pa je bilo ranjenih, od katerih jih je šest imelo resne poškodbe. Po začetnih poročilih so v Petrinji poškodovane številne stavbe. Župan Petrinje, Darinko Dumbović, je dejal, da je uničena polovica mesta.
Potres so čutili po vsej severni Hrvaški, pa tudi v velikih delih Slovenije, Avstrije, Bosne in Hercegovine, Srbije, Madžarske, Slovaške in Italije.

## Potres

### Predpotresi
Trije predpotresi so en dan pred 29. decembrom 2020 zadeli isto območje, ki ga je CSS ocenil z magnitudo 5,0, 4,7 oziroma 4,1.
| Datum        | Čas (UTC) | M   | MMI | Globina | Ref.   |
| ------------ | --------- | --- | --- | ------- | ------ |
| 28. december | 05:28     | 5,2 | VII | 10 km   | [ 10 ] |
| 28. december | 06:49     | 4,7 | VI  | 10 km   | [ 11 ] |

### Popotresni sunki
Bilo je 16 popotresov ML 3,0 ali več. ki so jih zabeležili v šestih urah od glavnega potresnega sunka glede na CSS.
| datum        | Čas (UTC) | M   | MMI | Globina | Ref.   |
| ------------ | --------- | --- | --- | ------- | ------ |
| 29. december | 12:34     | 4,4 | VI  | 10 km   | [ 12 ] |
| 30. december | 05:15     | 4,8 | V   | 10 km   | [ 13 ] |
| 30. december | 05:26     | 4,7 | IV  | 10 km   | [ 14 ] |
| 31. december | 08:15     | 3,7 | V   | 10 km   | [ 15 ] |
| 2. januar    | 18:00     | 3,4 | III | 9,3 km  | [ 16 ] |
| 4. januar    | 06:49     | 4,4 | III | 10 km   | [ 17 ] |
| 5. januar    | 06:11     | 3,3 | II  | 10 km   | [ 18 ] |
| 6. januar    | 17:01     | 4,9 | V   | 10 km   | [ 19 ] |
| 7- januar    | 11:06     | 3,7 | II  | 11,6 km | [ 20 ] |

## Slovenija
V Sloveniji so bile na več območjih, zlasti blizu slovensko-hrvaške meje, poškodovane stavbe. Ljudje so poročali o poškodbah fasad, streh in dimnikov iz jugovzhodnih mest Krško in Brežice ter starega mesta Kostanjevica na Krki. Jedrska elektrarna Krško se je samodejno izklopila in so jo pozneje sistematično pregledali, pri čemer niso odkrili poškodb. V severovzhodni Sloveniji je na območju mesta Maribor prišlo do več električnih in telekomunikacijskih izpadov, poškodovana je bila stavba občine bližnjega Ptuja, poškodbe pa je utrpela tudi cerkev v Sveti Trojici. V Ljubljani so morali prekiniti parlamentarno sejo, v notranjosti stavbe parlamenta pa so nastale manjše poškodbe. O poškodbah ljudi niso poročali.